# Ophrestia pentaphylla
Ophrestia pentaphylla là một loài thực vật có hoa trong họ Đậu. Loài này được (Dalzell) Verdc. miêu tả khoa học đầu tiên.